# Haplocyclodesmus porcellanus
Haplocyclodesmus porcellanus är en mångfotingart som först beskrevs av Pocock 1894.  Haplocyclodesmus porcellanus ingår i släktet Haplocyclodesmus och familjen Sphaeriodesmidae. Inga underarter finns listade i Catalogue of Life.